# Джак Дю Брул
Джак Дю Брул (на английски: Jack Bonneville DuBrul) е американски писател на бестселъри в жанра техно-трилър.

## Биография и творчество
Джак Дю Брул е роден на 15 октомври 1968 г. в Бърлингтън, Върмонт, САЩ. Баща му се занимава със строителство, лизинг, и управление на недвижими имоти. Прекарва детството си и учи в началното училище във Върмонт. После учи в Уестминстърското училище в Кънектикът от 9 до 12 клас. Завършва университета „Джордж Вашингтон“ с бакалавърска степен по международни отношения през 1990 г.
Още докато е в университета започва да пише роман, който достига до 500 страници. Съветва се с няколко души, които го насърчават, че има талант, но не това е неговото амплоа. След завършването си решава да опита по-сериозно с писателската си кариера, като се зарича, че ако не потръгне, ще се върне при семейния бизнес на родителите си, които са похарчили десетки хиляди долари за образованието му.
Заминава за Флорида, където започва да пише романа си „Мисия „Вулкан“, който е вдъхновен и от изригването на вулкана в Парикутин, Мексико, през 1943 г. За да се издържа работи като в барман в Марко Айслънд и като сервитьор в Неапол, Флорида. След завършването му не може да намери издател и се завръща в родния си Върмонт, където работи като дърводелец във фирмата на баща си.
През 1998 г., с помощта на приятел на чичо си, който е основал своя собствена издателска литературна агенция, най-после издава романа „Мисия „Вулкан“. В него той въвежда своя оригинален герой д-р Филип Мърсър, успешен минен инженер и геолог, който се забърква в различни заплахи и приключения по света.
Публикацията и успеха на трилъра му дават вяра, че може да работи като писател и той се посвещава на писателското си поприще. Всяка следваща година издава по един роман от серията за д-р Мърсър, които са в списъците на бестселърите.
През 2000 г. се запознава в един „романтичен“ бар с Дебора Сондърс и на 15 март 2001 г. те сключват брак. През 2002 г. внезапно почива баща му, а осемнадесет месеца по-късно и майка му, поради което той е принуден да поеме семейна фирма за управление на недвижима собственост и портфейла от недвижими имоти. Това променя живота му и той в продължение на няколко години отделя по-малко време за писане на романите си.
През 2004 г. започва оригинално сътрудничество с писателя Клайв Къслър, с който пишат серията трилъри „Досиетата „Орегон“, в които непобедимия герой на бурните морета Хуан Кабрило и разнородният му екипаж на борда на тайния шпионски кораб „Орегон“, сред приключения и опасности, се справят с международни заговори и смъртоносни интриги. В романът им „Джунглата“ героят на Дю Брюл, д-р Мърсър, също взема второстепенно участие.
Успехът на романите на Джак Дю Брул се гради на доверието на читателите. Затова той прави самостоятелни проучвания преди да напише дадена книга. Пътува в много страни, включително и в тези, които са опасни и не се препоръчват. Чете литература свързана с разследванията на героите му, взема уроци по летене и гмуркане, стрелба, обучение на соколи и др. Така си съставя вярна представа за обстановката и терена. Заради работата на съпругата си Дебора, става рано и губи поне един час време с игри на копютъра преди да започне да пише, като работи до 4 часа следобед. Първите стотина страници му отнемат над месец, докато края на романа си може да завърши бързо. Така, заедно с редакцията му, един роман му отнема около 10 – 12 месеца.
Джак Дю Брул живее щастливо със съпругата си Дебора Сондърс в уютен квартал в Южен Бърлингтън, Вермонт. В свободно си време събира сувенири, свързани с дирижаблите „Цепелин“ или се отдава на четене.

## Произведения

### Серия „д-р Филип Мърсър“ (Philip Mercer)
1. Vulcan's Forge (1998)
Мисия Вулкан, изд.: ИК „Бард“, София (2004), прев. Юлия Чернева
2. Charon's Landing (1999)
Ладията на Харон, изд.: ИК „Бард“, София (2005), прев. Юлия Чернева
3. The Medusa Stone (2000)
Мината на цар Соломон, изд.: ИК „Бард“, София (2004), прев. Юлия Чернева
4. Pandora's Curse (2001)
Проклятието на Пандора, изд.: ИК „Бард“, София (2004), прев. Юлия Чернева
5. River of Ruin (2002)
Реката на тайните, изд.: ИК „Бард“, София (2005), прев. Юлия Чернева
6. Deep Fire Rising (2003)
Предсказанието, изд.: ИК „Бард“, София (2006), прев. Юлия Чернева
7. Havoc (2006)
Хаос, изд.: ИК „Бард“, София (2007), прев. Юлия Чернева
8. The Lightning Stones (2015)
700 метра под земята, изд.: ИК „Бард“, София (2016), прев. Юлиян Стойнов

### Серия „Досиетата Орегон“ (Oregon Files) – в съавторство сКлайв Къслър
1. Досиетата „Орегон“, Dark Watch (2005)
2. Skeleton Coast (2006)
Брегът на скелетите, изд.: ИК „Бард“, София (2008), прев. Асен Георгиев
3. Plague Ship (2008)
Корабът на чумата, изд.: ИК „Бард“, София (2009), прев. Елена Чизмарова
4. Corsair (2009)
Корсар, изд.: ИК „Бард“, София (2009), прев. Елена Чизмарова
5. The Silent Sea (2010)
Тайната на остров Пайн, изд.: ИК „Бард“, София (2010), прев. Асен Георгиев
6. The Jungle (2011)
Джунглата, изд.: ИК „Бард“, София (2012), прев. Асен Георгиев
7. Mirage (2013)
Мираж, изд.: ИК „Бард“, София (2014), прев. Асен Георгиев